# Alexandre Martinez
Alexandre Martinez est un cadre dirigeant d'entreprise et dirigeant français de rugby à XV. 
Du 3 février au 14 juin 2023, il est président par intérim de la Fédération française de rugby.

## Biographie
Diplômé de l'INSA Toulouse en 1975, ingénieur en génie civil, il rejoint d'abord le groupe Bouygues puis intègre France Télécom en 1978 et y gravit les échelons. Directeur commercial Pays Basque en 1994, puis directeur des réseaux sur Toulouse, il est ensuite nommé responsable de la région Abidjan en Côte d'Ivoire. Au printemps 2002, il quitte l'Afrique pour les Dom Tom et la direction régionale Guadeloupe, Saint-Pierre et Miquelon. Il est ensuite directeur Midi-Pyrénées de Orange France Telecom de 2005 à 2006. Le 1er septembre 2006, il est nommé directeur territorial des régions Midi-pyrénées et Languedoc-Roussillon.
En tant que joueur de rugby à XV, il évolue notamment à Lavaur, Caen ou Massy au poste de demi d'ouverture avant de prendre la présidence de l'ASV Lavaur, son club de cœur, en 2009. Il quitte ce poste en juin 2017 après sa nomination au poste de trésorier général de la FFR.
Après sa carrière chez Orange, il devient conseil en organisation et accompagnement de PME.
En novembre 2016, il est membre de la liste menée par Bernard Laporte pour intégrer le comité directeur de la Fédération française de rugby. Il y figure en 5e position. Lors de l'élection du nouveau comité directeur, le 3 décembre 2016, la liste menée par Bernard Laporte obtient 52,6 % des voix, soit 29 sièges, contre 35,28 % des voix pour Pierre Camou (6 sièges) et 12,16 % pour Alain Doucet (2 sièges). Bernard Laporte est élu ainsi à la présidence de la fédération française de rugby et Alexandre Martinez intègre le comité directeur puis est alors nommé trésorier général de la FFR.
Il fait partie avec Serge Simon, premier vice-président, et Christian Dullin, secrétaire général, des trois élus de la FFR rémunérés.
En 2020, il est de nouveau candidat en 3e position sur la liste de Bernard Laporte pour être réélu au comité directeur de la FFR. La liste réunit 51,47 % des voix à l'issue du scrutin le 3 octobre 2020, obtient 29 sièges. L'équipe sortante est reconduite à la tête de la fédération. Il est alors aussi reconduit au poste de trésorier général.
Le vendredi 27 janvier 2023, Bernard Laporte présente sa démission. Ce retrait fait suite à sa condamnation par le tribunal correctionnel de Paris en première instance et au refus par les clubs de sa proposition de nommer Patrick Buisson en tant que président délégué (51 % d'eux votent contre). La ministre des sports Amélie Oudéa-Castéra, présente lors du comité directeur, appelle les membres du comité directeur à démissionner également pour entraîner de nouvelles élections générales. Le même jour, les neuf élus de l'opposition, menée par Florian Grill, décident de quitter le comité directeur, démission suivie par celle des représentants de la LNR (René Bouscatel, président, et Didier Lacroix, président du Stade toulousain).
Le 3 février 2023, le comité directeur de la FFR, réduit aux membres issus de la liste de Bernard Laporte, nomme Alexandre Martinez président par intérim pour les cinq mois à venir jusqu'à la prochaine assemblée générale (du 29 juin au 1er juillet 2023 à Lille).
Il quitte son poste de président par intérim après l'élection de Florian Grill par les clubs le 14 juin 2023.
Lors du comité directeur du 29 juin 2023, il est désigné président-délégué de la FFR et est notamment chargé de la finalisation de la Coupe du monde 2023 organisée en France.
En 2024, il n'est pas candidat lors du renouvellement du comité directeur de la FFR sur les listes menées respectivement par Florian Grill et Didier Codorniou,. Il démissionne du bureau fédéral le 18 septembre 2024, quelques semaines avant l'élection de la nouvelle équipe.

## Décorations
- Chevalier de l'ordre national du Mérite (décret du 29 novembre 2023)[18]